# فرودگاه نیروی هوایی سلطنتی ویترینگ
فرودگاه نیروی هوایی سلطنتی ویترینگ (به انگلیسی: RAF Wittering) یک فرودگاه نظامی است که یک باند فرود آسفالت دارد و طول باند آن ۲۷۵۹ متر است. این فرودگاه در کشور انگلستان قرار دارد و در ارتفاع ۸۳ متری از سطح دریا واقع شده است.